# 马德莱娜拱廊街
马德莱娜拱廊街（Galerie de la Madeleine）是法国巴黎的一条拱廊街，位于巴黎第八区的马德莱娜广场9号及布瓦西-丹格拉斯街（rue Boissy-d’Anglas）30号，长53米，宽4米。广场和拱廊街均得名于马德莱娜教堂。马德莱娜拱廊街始建於1840年，在1845年竣工。

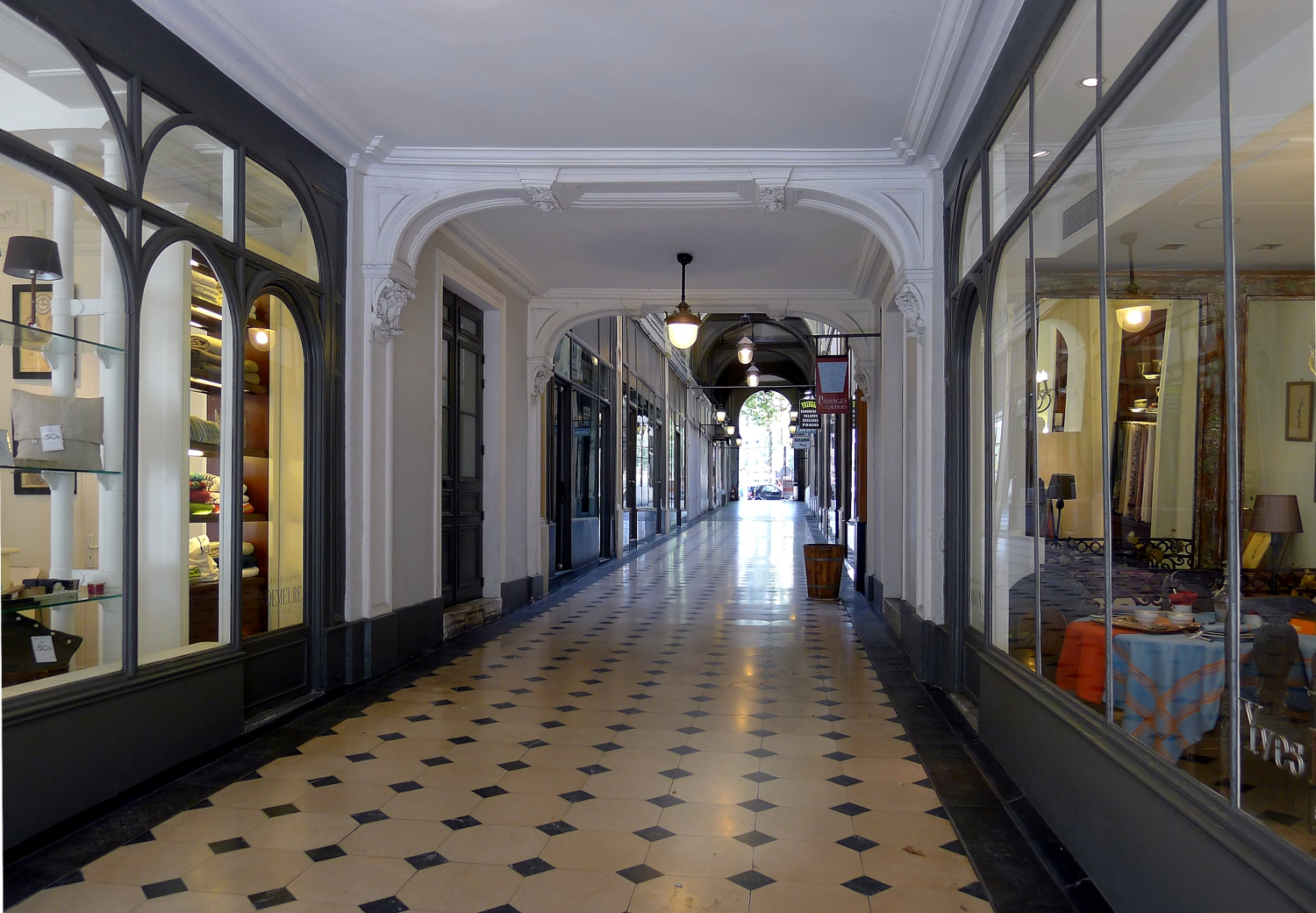
内部
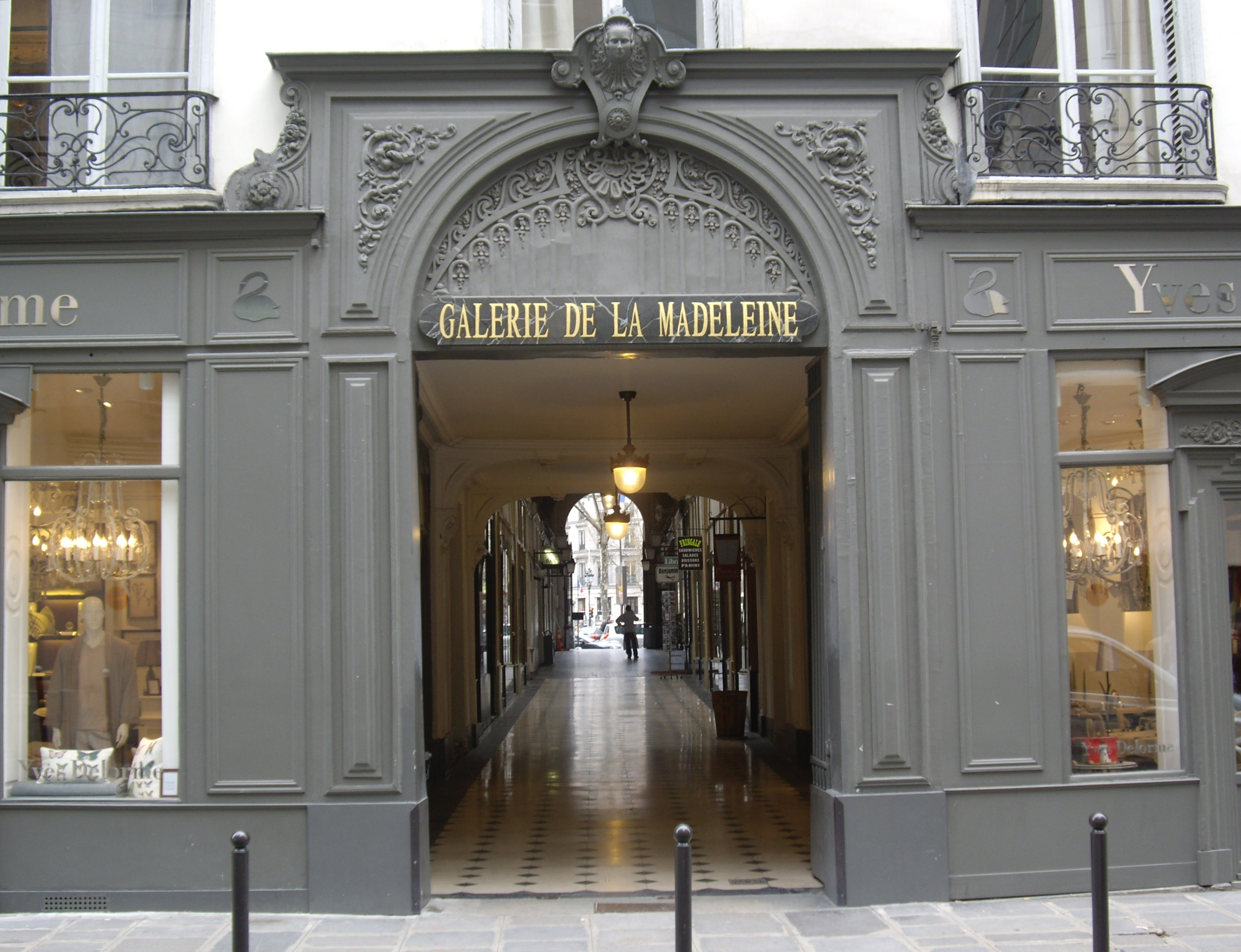
布瓦西-丹格拉斯街入口
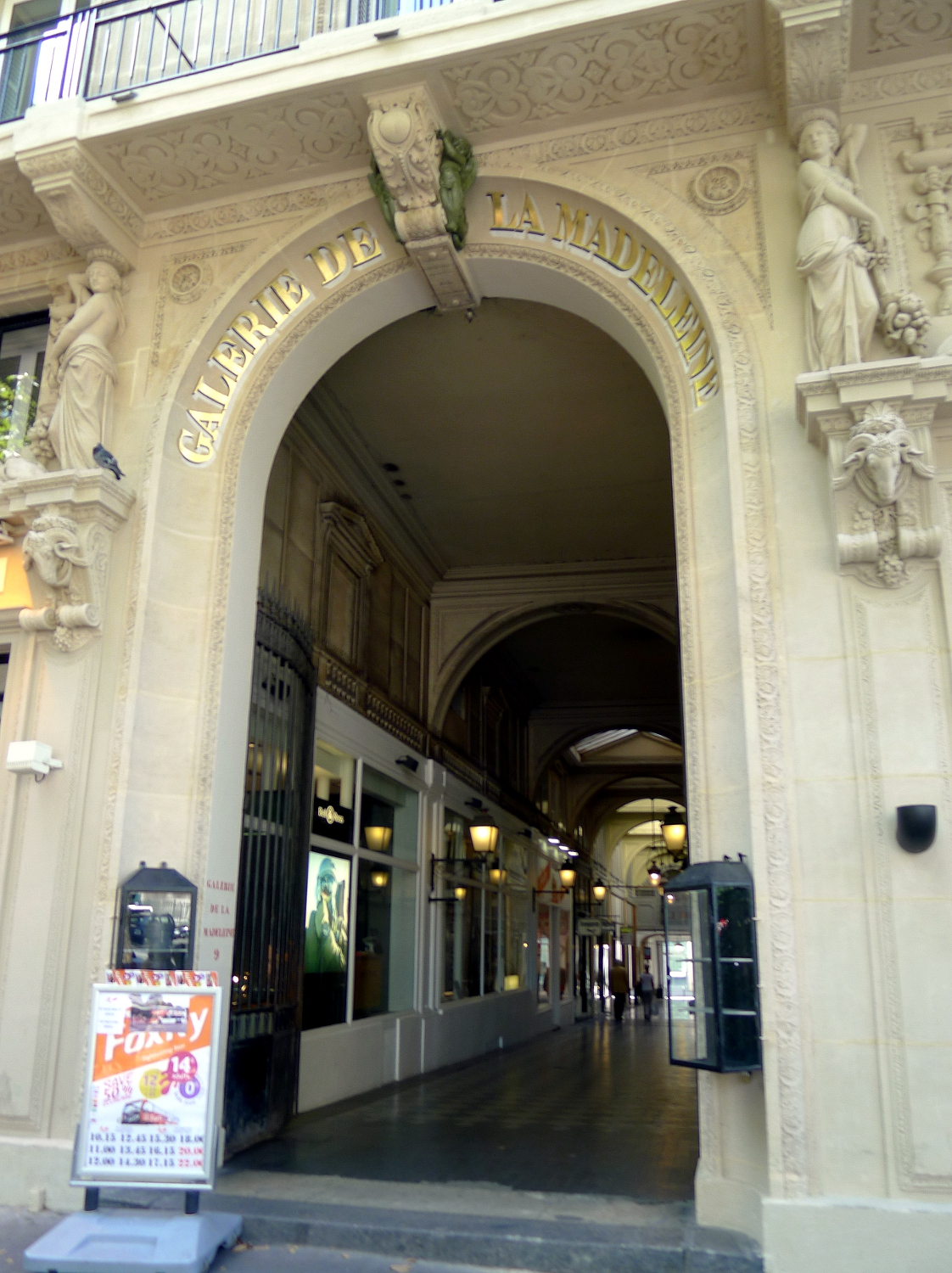
马德莱娜广场入口
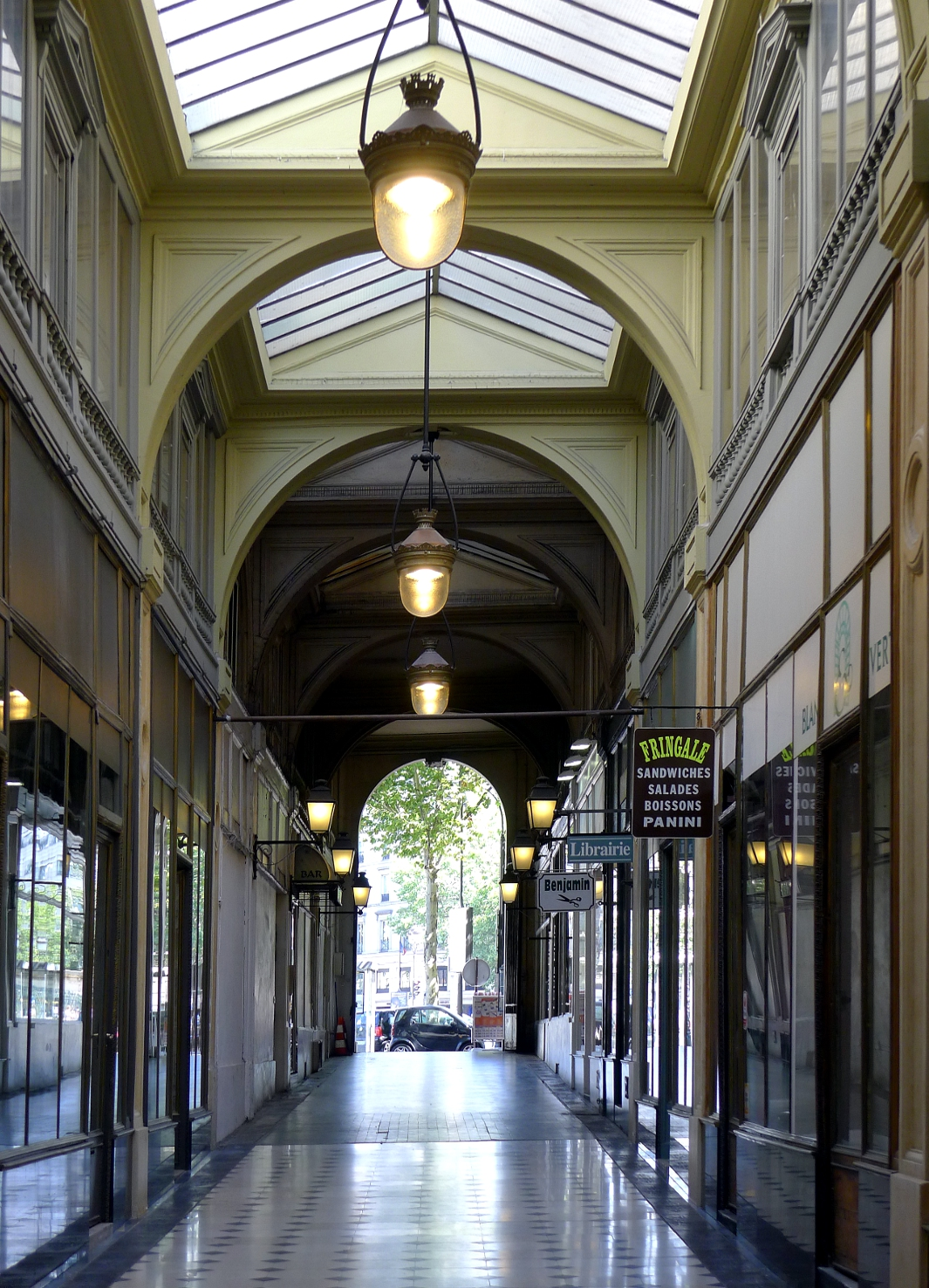
内部
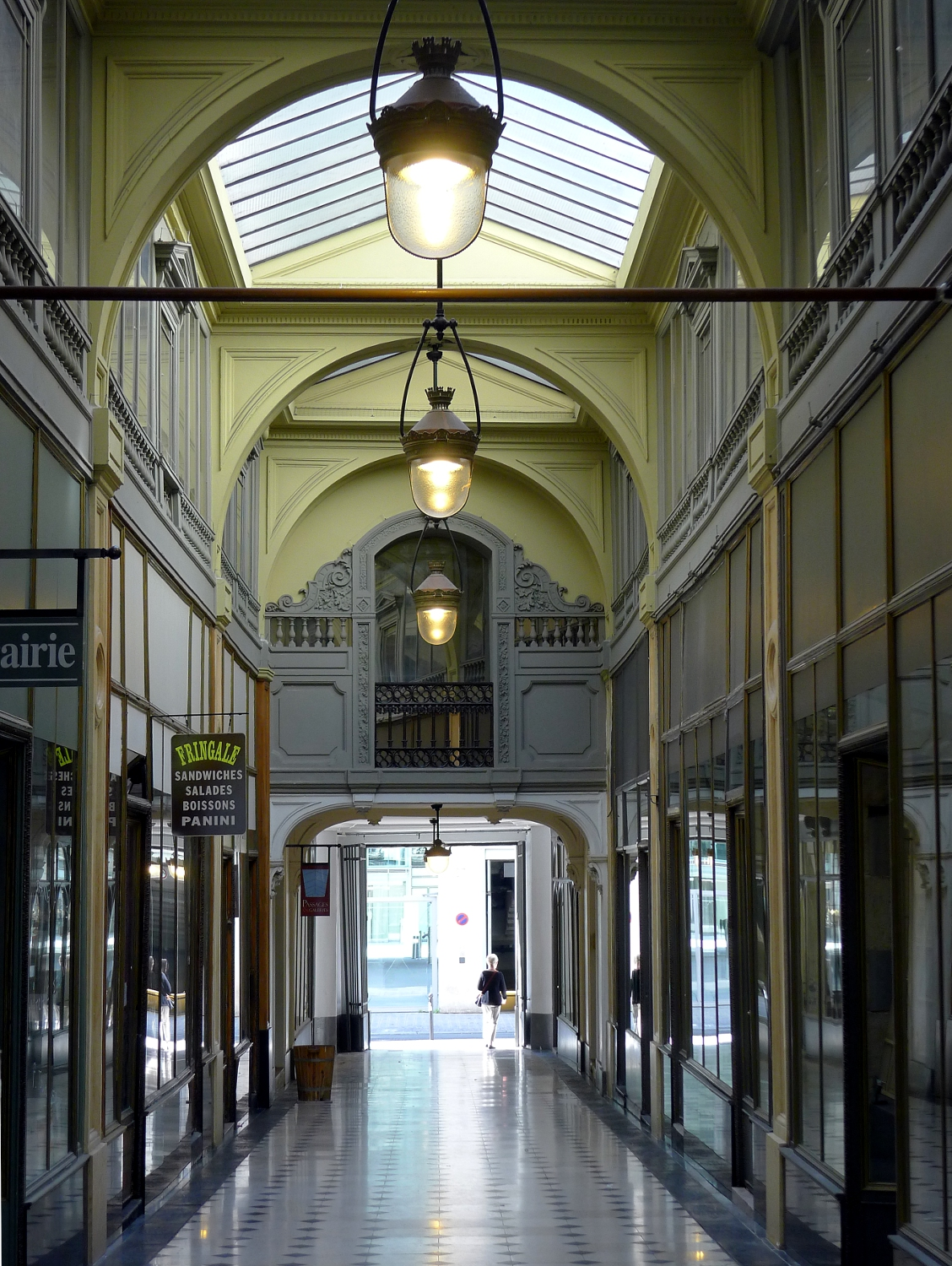
内部